# محمد غندورة
محمد غندورة هو دراج مغربي من مواليد مدينة الدار البيضاء سنة 1936، شارك في أولمبياد 1960.

## روابط خارجية
- محمد غندورة على موقع أرشيف الدراجات (الإنجليزية)
- محمد غندورة على موقع إحصائيات الدراجات الإحترافية (الإنجليزية)
- محمد غندورة على موقع أوليمبيديا (الإنجليزية)